# Jack Weil
Jack Weil (* 28. März 1901 in Evansville; † 13. August 2008 in Denver) war Gründer und CEO der Firma Rockmount Ranch Wear und wurde vor allem als Modeschöpfer für Cowboymode bekannt.
Jack Weil war der Erste, der die Cowboykrawatte, auch Bolo Tie genannt, kommerziell produzierte. Es handelt sich dabei um ein Band, das unter dem Kragen mit einer Art Metallbrosche zusammengehalten wird.
Weil gilt auch als Erfinder des Cowboy-Hemds mit 17 Druckknöpfen. Er war bei seinem Tod vermutlich der älteste CEO der USA.